# ۲سی-تی-۹
۲ث-ت-۹ (به انگلیسی: 2C-T-9) با فرمول شیمیایی C۱۴H۲۳NO۲S یک ترکیب شیمیایی است. که جرم مولی آن ۲۶۹٫۴۰ g/mol می‌باشد. 